# 卡爾·路德維希·科赫
卡爾·路德維希·科赫（德語：Carl Ludwig Koch，1778年9月21日—1857年8月23日）是一名德國昆蟲學家和蛛形動物學家。他負責對大量蜘蛛進行分類，包括巴西白蛛和普通家蛛。
科赫是一名水利和森林視察員。他的主要著作《蛛形綱》（1831年—1848年，共16卷）由卡爾·威廉·哈恩開始編寫。科赫負責最後12卷的寫作。他也完成了格奧爾格·沃爾夫岡·弗朗茨·潘澤的著作《Faunae insectorum germanicae initia oder Deutschlands Insecten》中有關蜘蛛的章節。
他還也格奧爾格·卡爾·貝倫特合著了一本重要的專著《Die im Bernstein befindlichen Myriapoden, Arachniden und Apteren der Vorwelt》（1854年），根據貝倫特收藏的材料介紹琥珀中的蛛形綱、貽貝綱和無翅昆蟲，該書現收藏於柏林自然博物館。
科赫的兒子路德維希·卡爾·克里斯蒂安·科赫也是著名的昆蟲學家。

## 外部連結
- 互联网档案馆中Carl Ludwig Koch的作品或与之相关的作品
- www.de.wikisource/Carl_Ludwig_Koch （页面存档备份，存于）